# Szojuz MSZ–03
A Szojuz MSZ–03 továbbfejlesztett Szojuz, egy orosz háromszemélyes szállító/mentőűrhajó, harmadik űrrepülése 2016-ban volt a Nemzetközi Űrállomáshoz. Ez a Szojuz típus 132. repülése 1967-es első startja óta. A Szojuz MSZ–03 az orosz parancsnok mellett egy amerikai és egy francia űrhajóssal a fedélzetén indult a kazahsztáni Bajkonuri űrrepülőtérről a Nemzetközi Űrállomásra (ISS). Ott a három új űrhajós csatlakozott az űrállomás három főből álló személyzetéhez, immár az 50. állandó legénység tagjaiként.

## Küldetés

### Indítás
A küldetés startja 2016. november 17-én, magyar idő szerint 21 óra 20 perckor a kazahsztáni bajkonuri űrrepülőtér 1-es indítóállásából sikeresen megtörtént. A háromfokozatú Szojuz-FG hordozórakétának mindössze 10 percre volt szüksége, hogy az űrhajót Föld körüli pályára állítsa. Az űrállomáshoz jutáshoz azonban most nem az utóbbi időben követett 6 órás gyors megközelítést alkalmazták, hanem – ahogyan régebben, 2013 előtt – mintegy két napon át kering az űrhajó önállóan, mielőtt dokkol az ISS Rasszvet moduljához. A repülési időt arra használták, hogy teszteljék az új űrhajótípus modernizált fedélzeti rendszereit.

### Visszatérés
Az űrhajó tervezett visszatérése a Földre 2017. június 2-án várható.

## Személyzet
| pozíció            | űrhajós fellövéskor                                       | űrhajós visszatéréskor                                  |
| ------------------ | --------------------------------------------------------- | ------------------------------------------------------- |
| parancsnok         | Oleg Novickij, RKA 50. alaplegénység második űrrepülése   | Oleg Novickij, RKA 50. alaplegénység második űrrepülése |
| fedélzeti mérnök 1 | Thomas Pesquet, ESA 50. alaplegénység első űrrepülése     | Thomas Pesquet, ESA 50. alaplegénység első űrrepülése   |
| fedélzeti mérnök 2 | Peggy Whitson, NASA 50. alaplegénység harmadik űrrepülése | —                                                       |

### Tartalék személyzet
| pozíció            | űrhajós               |
| ------------------ | --------------------- |
| parancsnok         | Fjodor Jurcsihin, RKA |
| fedélzeti mérnök 1 | Jack D. Fischer, NASA |
| fedélzeti mérnök 2 | Paolo Nespoli, ESA    |